# Przestrzeń polska
Przestrzeń polska – ośrodkowa przestrzeń topologiczna, która jest metryzowalna w sposób zupełny. Pojęcie przestrzeni polskiej ma charakter topologiczny, a nie metryczny (metryka wyznaczająca topologię przestrzeni polskiej nie jest wyznaczona jednoznacznie) i jako takie jest przedmiotem badań topologii ogólnej i opisowej teorii mnogości.
Nazwa pojęcia została wprowadzona dla uhonorowania wkładu polskiej szkoły matematycznej w rozwój tych dziedzin matematyki. Pierwsze intensywne badania w tym kierunku zostały powzięte przez polskich logików i topologów – Wacława Sierpińskiego, Kazimierza Kuratowskiego, Alfreda Tarskiego i innych. W pierwszej połowie XX wieku, przestrzenie polskie odgrywały istotną rolę w analizie funkcjonalnej i teorii miary, później były głównym obiektem zainteresowania w opisowej teorii mnogości, a w ostatnich latach są kluczowym elementem w badaniach borelowskich relacji równoważności oraz działań grup. W ostatnim zastosowaniu szczególną pozycję zajmują tzw. grupy polskie, czyli grupy topologiczne będące przy tym przestrzeniami polskimi.
Przestrzeń polska jest doskonała, gdy nie ma ona punktów izolowanych, czyli jednopunktowych zbiorów otwartych. Ponieważ głównym obiektem zainteresowania większości badań są doskonałe przestrzenie polskie, niektórzy autorzy używają terminu „przestrzeń polska” mając na myśli doskonałą przestrzeń polską. Należy więc uważnie zapoznać się z używaną przez autora terminologią.

## Przykłady
- Prosta rzeczywista {\displaystyle \mathbb {R} } i ogólniej każda z przestrzeni euklidesowych {\displaystyle \mathbb {R} ^{n}} jest doskonałą przestrzenią polską.
- Każda co najwyżej przeliczalna przestrzeń dyskretna jest przestrzenią polską.
- Produkt kartezjański przeliczalnie wielu przestrzeni polskich jest z topologią produktową przestrzenią polską. W szczególności, zbiór Cantora {\displaystyle 2^{\omega }} i przestrzeń Baire’a {\displaystyle \omega ^{\omega },} każda wyposażona w topologię produktu odpowiednich przestrzeni dyskretnych, są doskonałymi przestrzeniami polskimi.
- Niech {\displaystyle C([0,1])} oznacza przestrzeń wszystkich funkcji ciągłych z odcinka {\displaystyle [0,1]} w zbiór liczb rzeczywistych. Przestrzeń {\displaystyle C([0,1])} wyposażona w topologię zbieżności jednostajnej jest polska, gdyż topologia wyznaczona jest przez metrykę zupełną:

{\displaystyle d(f,g)=\sup\{|f(x)-g(x)|\colon x\in [0,1]\}.}
{\displaystyle C([0,1])} jest doskonałą przestrzenią polską.
- Każda ośrodkowa przestrzeń Banacha jest przestrzenią polską.

## Własności
- Domknięta podprzestrzeń przestrzeni polskiej jest przestrzenią polską.
- Przestrzenie polskie są przestrzeniami Baire’a: przekrój przeliczalnie wielu otwartych gęstych podzbiorów przestrzeni jest gęsty.
- Aleksandrow udowodnił, że jeśli {\displaystyle X} jest przestrzenią polską oraz {\displaystyle Y\subseteq X} jest jej podzbiorem typu Gδ, to {\displaystyle Y} (z topologią podprzestrzeni) też jest przestrzenią polską.
- Wszystkie doskonałe przestrzenie polskie są borelowsko izomorficzne. Jeśli {\displaystyle X} jest doskonałą przestrzenią polską, to istnieje funkcja wzajemnie jednoznaczna {\displaystyle f\colon X\to \mathbb {R} } która jest funkcją mierzalną względem σ-ciała zbiorów borelowskich. (Wówczas również funkcja odwrotna {\displaystyle f^{-1}} jest mierzalna). W szczególności, każda doskonała przestrzeń polska jest mocy continuum.
- Twierdzenie Kuratowskiego mówi że jeśli {\displaystyle X_{1},X_{2}} są doskonałymi przestrzeniami polskimi, to można wybrać takie ich borelowskie podzbiory pierwszej kategorii {\displaystyle Z_{1}\subseteq X_{1}} i {\displaystyle Z_{2}\subseteq X_{2},} że przestrzenie {\displaystyle X_{1}\setminus Z_{1}} i {\displaystyle X_{2}\setminus Z_{2}} są homeomorficzne.